# Christoph Ungefug
Christoph Ungefug (* 26. September 1597 in Hessisch Lichtenau; † 20. Februar 1647 in Kassel) war Bürgermeister von Kassel.

## Leben
Ungefug war der Sohn des Rentmeisters in Hess. Lichtenau Johannes Ungefug (* um 1565) und dessen Ehefrau Martha Finck († 1627), der Tochter des Schultheißen in Treysa Georg Kuner gen. Finck. Er heiratete am 16. Februar 1630 in Kassel Katharina Senger (* um 1611; † 1628), der Tochter des Salzgreben Eckhardt Senger in Allendorf/W. Aus der Ehe gingen vier Söhne und vier Töchter hervor. Der Sohn Johann Christoph Ungefug wurde ebenfalls Kasseler Bürgermeister.
Er studierte ab 1617 Rechtswissenschaften in Marburg und ab 1620 in Helmsted und schloss das Studium mit dem Lizentiat ab. Er war Advokat in Kassel. Dort war er 1640 und 1641 Mitglied im Rat und 1633/1634 sowie 1637 bis 1639 Bürgermeister. Danach war er dort Oberschultheiß.